# Geschichtspark Mueang Sing

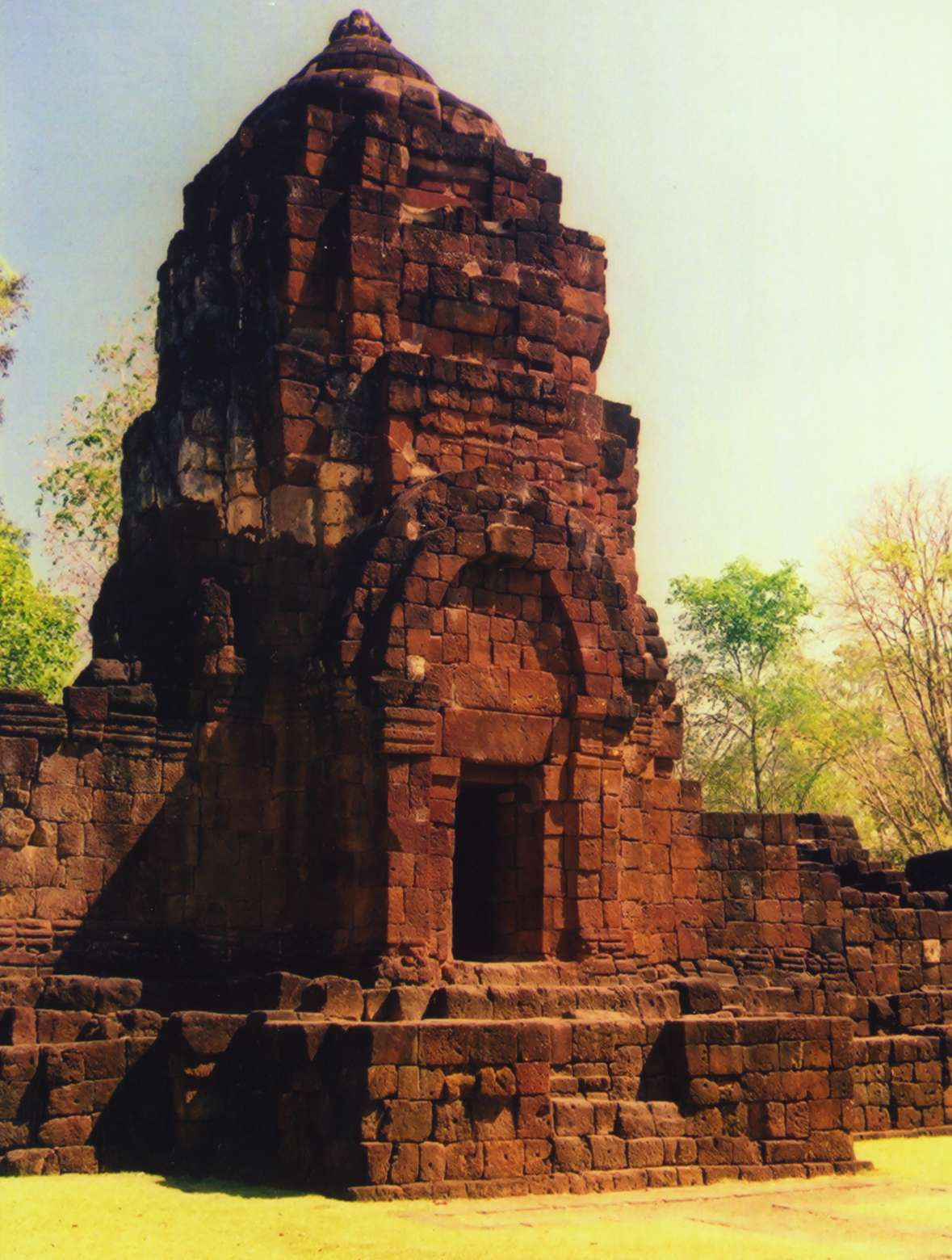
Nördliche Gopura des Prasat Mueang Sing

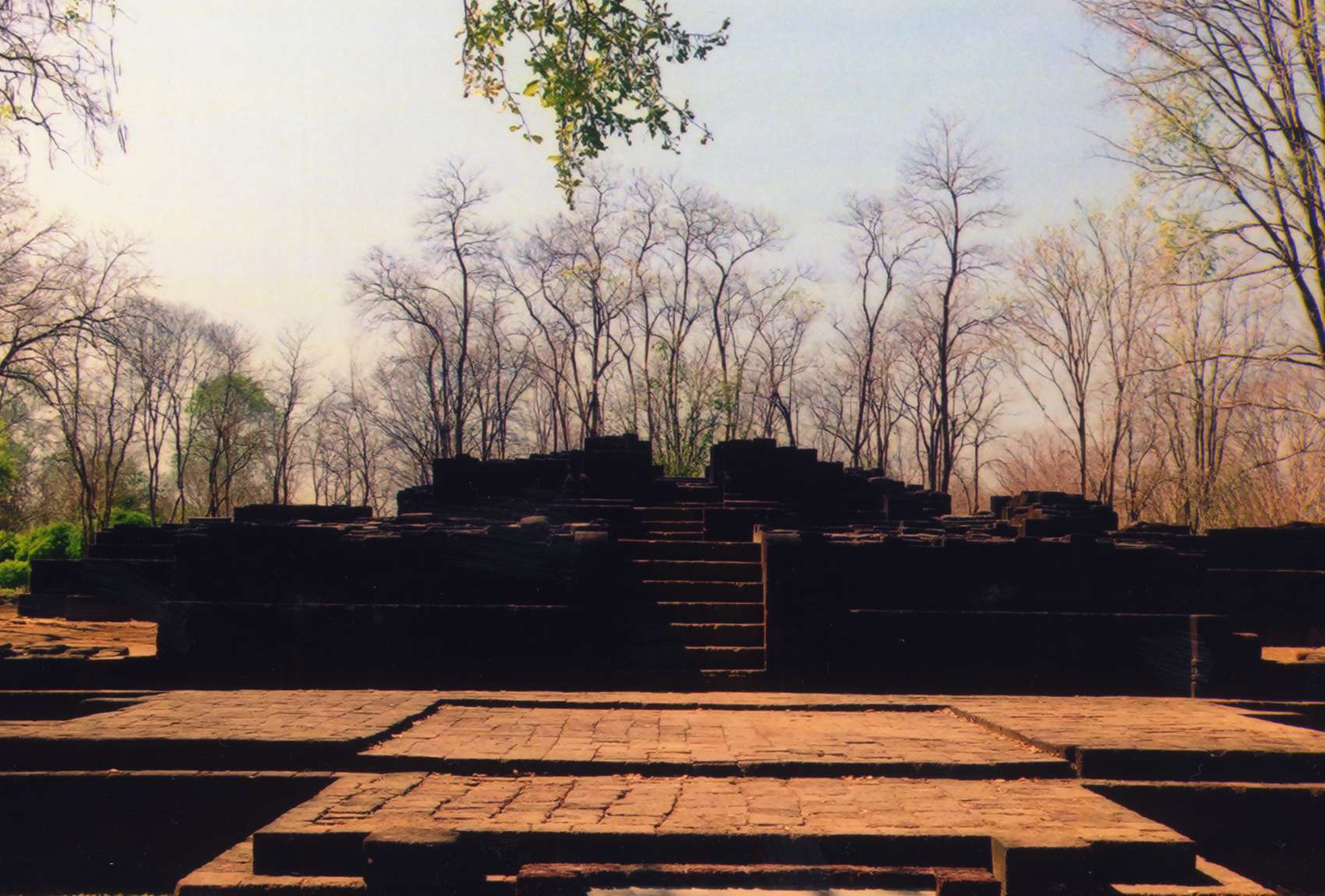
Ansicht des „Monument 2“

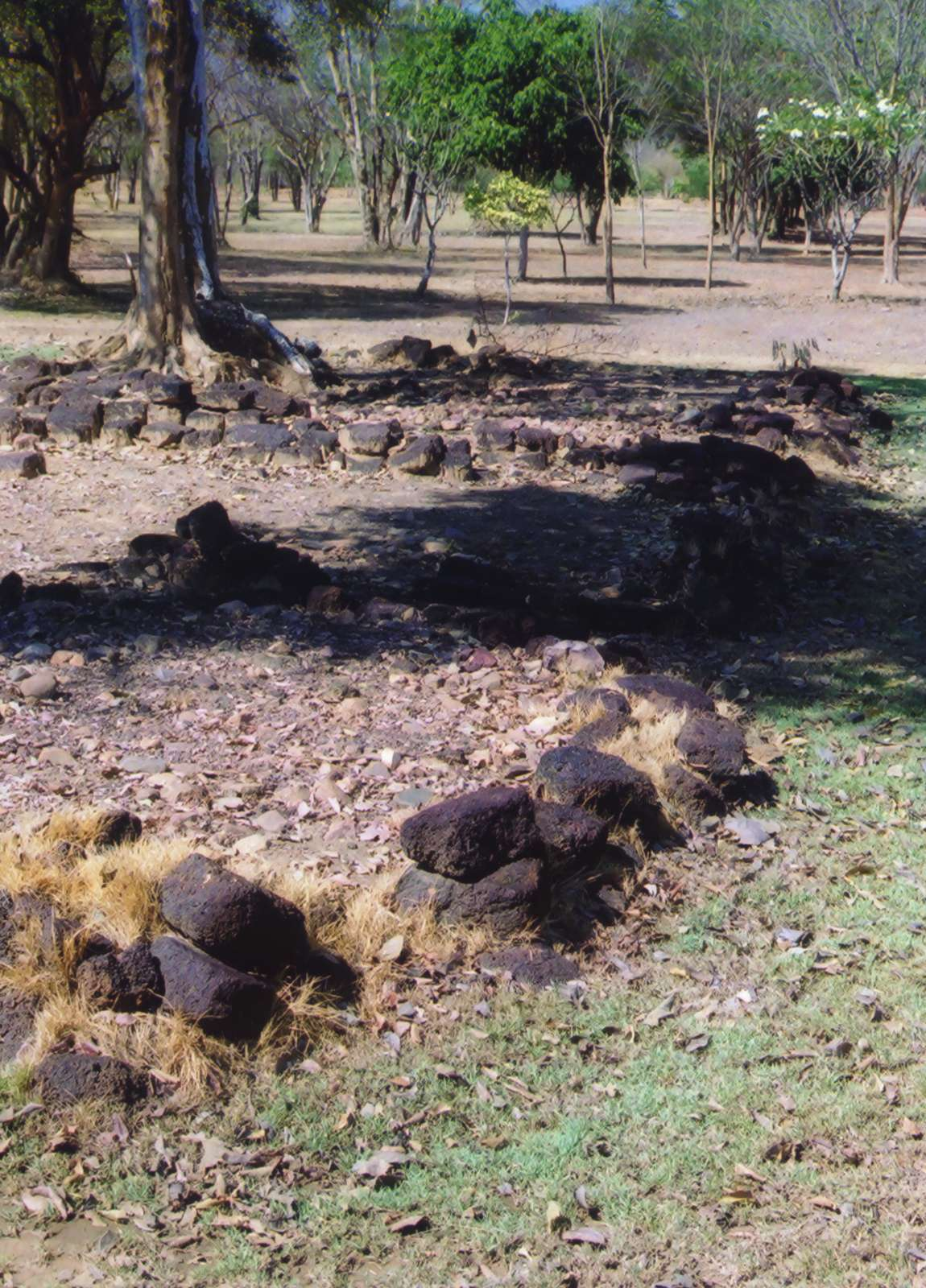
Grundmauern des „Monument 4“

Geschichtspark Mueang Sing (Thai: อุทยานประวัติศาสตร์เมืองสิงห์, gesprochen: [ʔùttʰáʔjaːn pràʔwàttìʔsàːt mɯaŋ sǐŋ], englisch: Mueang Sing Historical Park) ist ein Geschichtspark in der Provinz Kanchanaburi  in Zentral-Thailand. Mueang Sing bedeutet übersetzt „Stadt der Löwen“.

## Lage
Die historische Siedlung Sing liegt im Amphoe Sai Yok, Gemeinde Sing, etwa 49 Kilometer von Kanchanaburi oder 175 Kilometer von Bangkok entfernt.
Die Stadt liegt malerisch zwischen Bergen aus Kalkstein am Ufer des Mae Nam Khwae Noi (Khwae-Noi-Fluss), dort wo die Flussufer enger zusammentreten und die Fließgeschwindigkeit des Mae Nam Khwae Noi sich erhöht.

## Anlage
Das Stadtgebiet wird von einer auch heute noch imposanten, etwa fünf Meter hohen Stadtmauer umgeben und umfasst eine Fläche von 800 m × 1.500 m. Der größte Teil der Stadtmauer ist rechtwinklig und gerade, der nach Süden hin gelegene Teil folgt der Schleife des Mae Nam Khwae Noi. Gräben und Erdwälle dienen der Kontrolle des Wassersystems und waren früher auch Teil der Befestigung.
Heute findet sich auf dem Gelände noch der Prasat Mueang Sing, der architektonisch an die Anlagen in Lop Buri erinnert und im Stadtzentrum steht. Daneben gibt es weitere Gebäudekomplexe, die ebenfalls hauptsächlich aus Laterit-Blöcken aufgebaut sind und im Stil der Khmer gehalten sind. Da hier allerdings die üblichen architektonischen Feinheiten der Khmer-Bauwerke fehlen, kann es sich auch um eine Anlage der lokalen Bevölkerung handeln, die den Stil der seinerzeitigen Besatzungsmacht nachahmte.

## Geschichte
Mueang Sing ist eine alte Siedlung der Khmer, deren Reich sich vom 9. bis zum 14. Jahrhundert über das heutige Thailand erstreckte. Die Stadt lag an dessen Westgrenze.
Der architektonische Stil lässt darauf schließen, dass die heutige Anlage aus der Spätzeit des hiesigen Khmer-Reiches stammt, vermutlich der Regierungszeit von König Jayavarman VII. (1181–1220), zu dessen Ehre eine Steinstele errichtet wurde, die 23 Städte des Reiches erwähnt, darunter Srichaya Singhapura. Man nimmt an, dass sich hier der westliche Außenposten des Khmerreiches zur Zeit seiner größten Ausdehnung befand.
In den offiziellen Städtelisten von Ayutthaya findet sich der Name dagegen nicht. Erst unter König Phra Phutthayotfa Chulalok (Rama I.) kehrte wieder Leben in die Gegend. Es wurde eine Grenzsiedlung an der siamesisch-birmanischen Grenze errichtet. König Mongkut (Rama IV.) verlieh den lokalen Herrschern der Stadt den Titel Phra Saming Sing Burin (Thai: พระสมิงสิงห์บุรินทร์). König Chulalongkorn (Rama V.) ließ Mueang Sing innerhalb seiner landesweiten Gebietsreform als Tambon (Gemeinde) einrichten.
1985 fand man bei Ausbesserungs- und Säuberungsarbeiten prähistorische Gräber, in denen neben menschlichen Skeletten auch vollständig erhaltene Töpfe und Objekte aus Bronze gefunden wurden.